# 광자
광자(光子, photon) 또는 빛알은 기본입자의 일종으로, 가시광선을 포함한 모든 전자기파를 구성하는 양자이자 전자기력의 매개입자이다. 기호는 그리스 문자 {\displaystyle \gamma }이다. 전자기력의 효과는 미시적, 거시적인 수준에서 쉽게 관찰할 수 있는데, 광자가 질량을 가지지 않기 때문에 장거리에서의 상호작용이 가능하다. 다른 기본입자들과 같이 광자는 양자역학과 입자-파동 이중성 이론을 통해 가장 잘 설명된다. 하나의 현상임에도 파동과 양자라는 두 가지 관측 가능한 모습을 가진 광자의 진짜 성질은 어떤 역학적 모델로도 설명할 수 없다. 이러한 빛의 이중성의 묘사, 전자기파에서의 에너지의 위상을 파악하는 것 또한 불가능하다. 전자기파의 양자의 위치는 공간적으로 국한되지 않기 때문이다.
광자 한 개의 에너지는 플랑크 상수({\displaystyle h})에 빛의 진동수({\displaystyle \nu })를 곱한 값, 즉 {\displaystyle h\nu } 이고, 운동량은 {\displaystyle {\frac {h\nu }{c}}}({\displaystyle c}는 광속)이다.

## 역사
아이작 뉴턴은 빛이 입자로 이뤄져 있다고 주장하였다. 그러나 고전적인 입자론은 빛의 파동적인 성질, 특히 간섭을 설명하지 못한다. 따라서 18세기에 와서는 이중 슬릿 실험을 설명할 수 있는 토머스 영의 파동설이 우세하였고, 제임스 맥스웰의 고전전자기학의 완성으로 파동설은 정설로 인정되었다. 그러나 20세기 초에 와서 고전적인 파동설로 설명할 수 없는 현상이 발견되기 시작하였다. 자외선 파탄이 그중 한 예인데, 이에 따르면 열적 평형에 있고 유한한 온도를 가진 고전적 흑체는 무한한 양의 전자기파를 방출하여야 한다. 이 문제를 해결하기 위해, 막스 플랑크는 전자기파가 양자화되었다는 가설을 도입하였다 (1901). 그러나 그는 실제로 빛이 입자로 구성되었다기보다는, 어떤 알 수 없는 현상에 의해 파동의 에너지가 양자화되었다고 해석하였다. 알베르트 아인슈타인은 힐베르트의 가설에서 시작하여, 빛이 실제로 입자로 구성되었다고 가정하면서 광전효과를 설명할 수 있다는 사실을 보였다 (1905). 이후 양자역학의 발전과 양자전기역학의 도입으로, 빛이 양자화되었다는 사실을 이론적으로 설명할 수 있게 되었다.

## 광자에너지
{\displaystyle E=hf,f={{c} \over {\lambda }}}
{\displaystyle h=6.626\times 10^{-34}\ \mathrm {J\cdot s} }
{\displaystyle c=2.998\times 10^{8}\ \mathrm {m/s} }
빨간색의 광자에너지는 {\displaystyle E=h{{c} \over {\lambda }}}
{\displaystyle E=\left(6.626\times 10^{-34}\ \mathrm {J\cdot s} \right){{2.998\times 10^{8}\ \mathrm {m/s} } \over {700\ \mathrm {nm} }}}
{\displaystyle E=\left(6.626\times 10^{-34}\ \mathrm {J\cdot s} \right){{2.998\times 10^{8}\ \mathrm {m/s} } \over {700\times 10^{-9}\ \mathrm {m} }}}
{\displaystyle E=2.84\times 10^{-19}\ \mathrm {J} }
아보가드로 상수는
{\displaystyle N_{A}=6.022\times 10^{23}\ \mathrm {mol^{-1}} }
이다. 따라서 단위물질량당 광자에너지는
{\displaystyle E_{m}=\left(2.84\times 10^{-19}\mathrm {J} \right)\left(6.022\times 10^{23}\ \mathrm {mol^{-1}} \right)}
{\displaystyle E_{m}=1.71\times 10^{5}\ \mathrm {J/mol} }
{\displaystyle E_{m}=171\ \mathrm {kJ/mol} }

## 같이 보기
- 디랙 방정식
- 도플러 효과
- 에테르 (물리)
- 포논
- 사진술
- 광자학
- 가변광속 이론